# Иван Ворёнок
Иван Дмитриевич «Ворёнок», Ивашка, Ивашка-царевич (1611, Калуга — 1614, Москва) — малолетний сын Марины Мнишек от Лжедмитрия II (по иной версии — Ивана Заруцкого). 
Калуга, Казань и Вятка признавали его царём. Сторонники называли его Иваном Дмитриевичем и считали претендентом на русский престол, а противники называли Ивашкой Ворёнком. Марина Мнишек покинула Тушино 13 февраля 1610 года и убыла в Калугу к Лжедмитрию II. Иван Заруцкий остался в Тушино среди сторонников королевича Владислава. Марина и Заруцкий увиделись в августе 1610 года. Марина родила сына в конце декабря 1610 года или в январе 1611 года.

## Биография
Иван Дмитриевич родился в Калуге в декабре 1610 года или в январе 1611 года, через несколько дней после убийства своего отца Лжедмитрия II ногайским князем русского подданства Петром Урусовым. Первоначально жители Калуги признали его как царевича (наследника престола).

Каковым печальным и грустным днём этот день 11 декабря был для благочестивой царицы Марины Юрьевны, легко себе представить, так как оба её супруга на протяжении всего только нескольких лет один за другим так плачевно были умерщвлены: Димитрий I — 17 мая 1606 года в Москве, а Димитрий II — здесь, в Калуге 11 декабря 1610 года, когда она была на последних месяцах беременности. Вскоре после этого она родила сына, которого русские вельможи с её дозволения и согласия взяли у неё и обещали воспитать его в тайне, чтобы он не был убит преследователями, а если Бог дарует ему жизнь, стал бы в будущем государем на Руси. Её же, царицу, в то время содержали и почитали по-царски.— Конрад Буссов. Московская хроника.
После появления Лжедмитрия III вопрос о правах младенца обострился. Появились люди, утверждающие, что после гибели мужа Марина Юрьевна ложно объявила себя беременной, и Иван не был её сыном. В 1611-1612 годах младенец находился с матерью в Коломне.
Тем временем атаман Иван Заруцкий, стоявший в это время со своим казачьим войском в Тушинском лагере под Москвой, начал активно выдвигать кандидатуру Ивана в качестве наследника престола. Такому развитию событий противодействовал Патриарх Московский Гермоген, обратившийся к земским людям с увещанием «отнюдь на царство проклятого паньина Маринкина сына не хотети». В 1612 году Заруцкий отступил к Коломне, а затем — в Рязанские земли, в город Михайлов. Забрав с собой Марину Мнишек с сыном, он повсюду провозглашал Ивана истинным наследником престола.
В начале 1613 года Марина Мнишек заявила о правах своего сына в качестве наследника престола Земскому Собору, который рассматривал её среди прочих претендентов на престол (собор постановил призвать на царство Михаила Фёдоровича Романова).

«…А Литовского и Свийского короля и их детей, за их многие неправды, и иных никоторых людей на московское государство не обирать, и Маринки с сыном не хотеть»
— С. Ф. Платонов. Сочинения по русской истории.

Эти же великие бояре с архиереями, боярами, со всем синклитом, со всем народом и воинством совещались о состоянии государства и относительно [избрания] царя. Оказался непокорным только Иван Заруцкий, потому что от страха пред боярином князем Димитрием Михаиловичем Пожарским, он заранее убежал с немногими казаками и, придя в город Коломну, взял там царицу Марию и сына её и удалился в пограничные города вблизи Татарии. Там казаки, бывшие при нём, силою утвердились, провозгласивши Марину царицею и сына её, сына царя Димитрия, царём, но города и народ не подчинились им. Однако, после многих дней, Иван Заруцкий и Мария с сыном её и приверженцами, обратившись в бегство, погибли, потому что Мирон, полководец и воевода рязанский, с своими войсками преследовал его, Ивана Заруцкого, и Марию, и их приверженцев до конца— Арсений Елассонский. Мемуары из русской истории.
Казань, Вятка и другие города, до которых долго не доходила весть о решении собора, приносили присягу Ивану Дмитриевичу.

## Смерть
29 июля (по старому ст.), потерпев под Воронежем поражение в битве с войском князя Одоевского, Заруцкий и Марина с ребёнком переправились через Дон и ушли к Астрахани, где были поддержаны волжскими, донскими, яицкими и терскими казаками.
В 1614 году казанский стрелецкий голова Василий Хохлов осадил Астраханский кремль и вынудил Заруцкого вместе с Мариной Мнишек бежать на Яик. 23 июня 1614 года стрелецкие головы Гордей Пальчиков и Севастьян Онучин осадили Заруцкого в городке яицких казаков на Медвежьем острове и после продолжительного и упорного боя заставили казаков 25 июня выдать и его, и находившуюся с ним Марину Юрьевну с сыном. Пленники были отправлены в Астрахань к воеводе Одоевскому, который немедленно отправил их под сильным конвоем в Казань, а оттуда в Москву. «В Астрахани, — писал он царю, — мы держать их не смели для смуты и шатости».
В Москве Заруцкий был посажен на кол, Марина — в темницу, а трёхлетний Иван удавлен (повешен) по указанию правительства Михаила Романова около Серпуховских ворот. Современники утверждали, что петля не затянулась на шее мальчика и он погиб от холода лишь несколько часов спустя.
24 декабря 1614 года полякам было объявлено, что в Москве «Ивашка за свои злые дела и Маринкин сын казнен, а Маринка на Москве от болезни и с тоски по своей воле умерла».

## Самозванцы, выдававшие себя за Ивана Дмитриевича
После гибели Ивана Дмитриевича, в разные периоды времени, его имя использовалось рядом самозванцев. Так, после казни Ворёнка, в Польше объявился лже-Ивашка I, который, впрочем, оказался самозванцем мнимым, никогда не предъявлявший своих претензий на русский престол. Им был шляхтич Ян Фаустин Луба, которому внушали роль чудом спасшегося царевича с детства, с целью возможного давления на Москву.
После Яна Фаустина Лубы, около 1640 года, появился лже-Ивашка II, который на самом деле был полтавским казаком Иваном Вергунёнком. Этот самозванец, в отличие от первого, уже заявлял о своих правах на Московский престол и пытался заручиться помощью то от Крымского ханства, то от Османской империи.
Предположительно за «царевича Ивана» также выдавал себя Мануил Сеферов по прозвищу Дербинский. Однако достоверных сведений этому нет. Известно лишь то, что когда Мануил из Польши направлялся с дипломатической миссией в Персию, он был пленён донскими казаками в 1641 году. Его выдали Москве, где у самозванца на теле обнаружили странные знаки, которые были причислены к царским. Сам же Мануил открыто не говорил о своём «царском имени», а лишь намекал.
В промежутке между 1645 и 1676 годом, во время царствования Алексея Михайловича, объявился последний известный «царевич Иван Дмитриевич». О нём известно лишь то, что он был «безымянным бродягой». В конце концов самозванец был пойман и повешен в Москве.